# Jean-Baptiste-Louis-Symphorien Crouzet
Jean Baptiste Louis Symphorien Crouzet est un sculpteur français né à Charnay-lès-Mâcon le 19 août 1825 et mort à Paris en 1886.

## Biographie
Jean Baptiste Louis Symphorien Crouzet est né à Charnay (Saône-et-Loire) le 19 août 1825. Il fréquente l'atelier de François Rude et entre aux Beaux-Arts de Paris le 22 septembre 1845. Il débute au Salon de 1847, reste éloigné des expositions pendant près de 25 ans, reparaît au Salon de 1876 et expose pour la dernière fois en 1886. On lui doit quelques bustes et plusieurs médaillons. Il meurt à Paris vers la fin de 1886 ; il demeurait alors au 87, rue de Lévis.